# Don Paup
Donald Clark „Don“ Paup (* 2. April 1939 in Los Angeles; † 7. August 2012 in Vienna) war ein US-amerikanischer Badmintonspieler und Sportwissenschaftler.

## Karriere
Don Paup war einer der dominierenden US-amerikanischen Badmintonspieler in den 1970er Jahren. Sein erster Titel datiert aus dem Jahre 1968, als er die offen ausgetragenen US-Meisterschaften gewann. Zehn weitere Titel folgten bis 1982. Außerdem gewann er die offenen südafrikanischen Meisterschaften 1971. 1973 wurde er in die US Badminton Hall of Fame aufgenommen.
Beruflich war er als Sportwissenschaftler tätig. Er erhielt den Bachelor of Arts am Occidental College sowie den Master of Science und den PhD an der Tulane University. Als Post-Doc arbeitete er an der Michigan State University und der University of California. Er war Chair des Exercise Science Department der George Washington University in Washington und leitete dort das Cardiac Rehab Lab und die Runner’s Clinic.

## Sportliche Erfolge
| Saison | Veranstaltung                 | Disziplin    | Platz | Name                          |
| ------ | ----------------------------- | ------------ | ----- | ----------------------------- |
| 1968   | US Open                       | Herrendoppel | 1     | Jim Poole / Don Paup          |
| 1970   | USA: Einzelmeisterschaften    | Herrendoppel | 1     | Donald C. Paup / Jim Poole    |
| 1970   | US Open                       | Herrendoppel | 2     | Donald C. Paup / Jim Poole    |
| 1971   | USA: Einzelmeisterschaften    | Mixed        | 1     | Don Paup / Helen Tibbetts     |
| 1971   | USA: Einzelmeisterschaften    | Herrendoppel | 1     | Don Paup / Jim Poole          |
| 1971   | Südafrikanische Meisterschaft | Herrendoppel | 1     | Donald C. Paup / Chris Kinard |
| 1972   | USA: Einzelmeisterschaften    | Herrendoppel | 1     | Donald C. Paup / Jim Poole    |
| 1973   | US Open                       | Herrendoppel | 1     | Jim Poole / Don Paup          |
| 1973   | USA: Einzelmeisterschaften    | Herrendoppel | 1     | Jim Poole / Don Paup          |
| 1974   | USA: Einzelmeisterschaften    | Herrendoppel | 1     | Donald C. Paup / Jim Poole    |
| 1975   | USA: Einzelmeisterschaften    | Herrendoppel | 1     | Donald C. Paup / Jim Poole    |
| 1976   | USA: Einzelmeisterschaften    | Herrendoppel | 1     | Don Paup / Bruce Pontow       |
| 1982   | USA: Einzelmeisterschaften    | Herrendoppel | 1     | Don Paup / Bruce Pontow       |

## Bibliographie
- Skills, Drills & Strategies for Badminton, Holcomb Hathaway Publishing 2000, ISBN 978-1-890871-12-3